# St. Joseph (Essen)

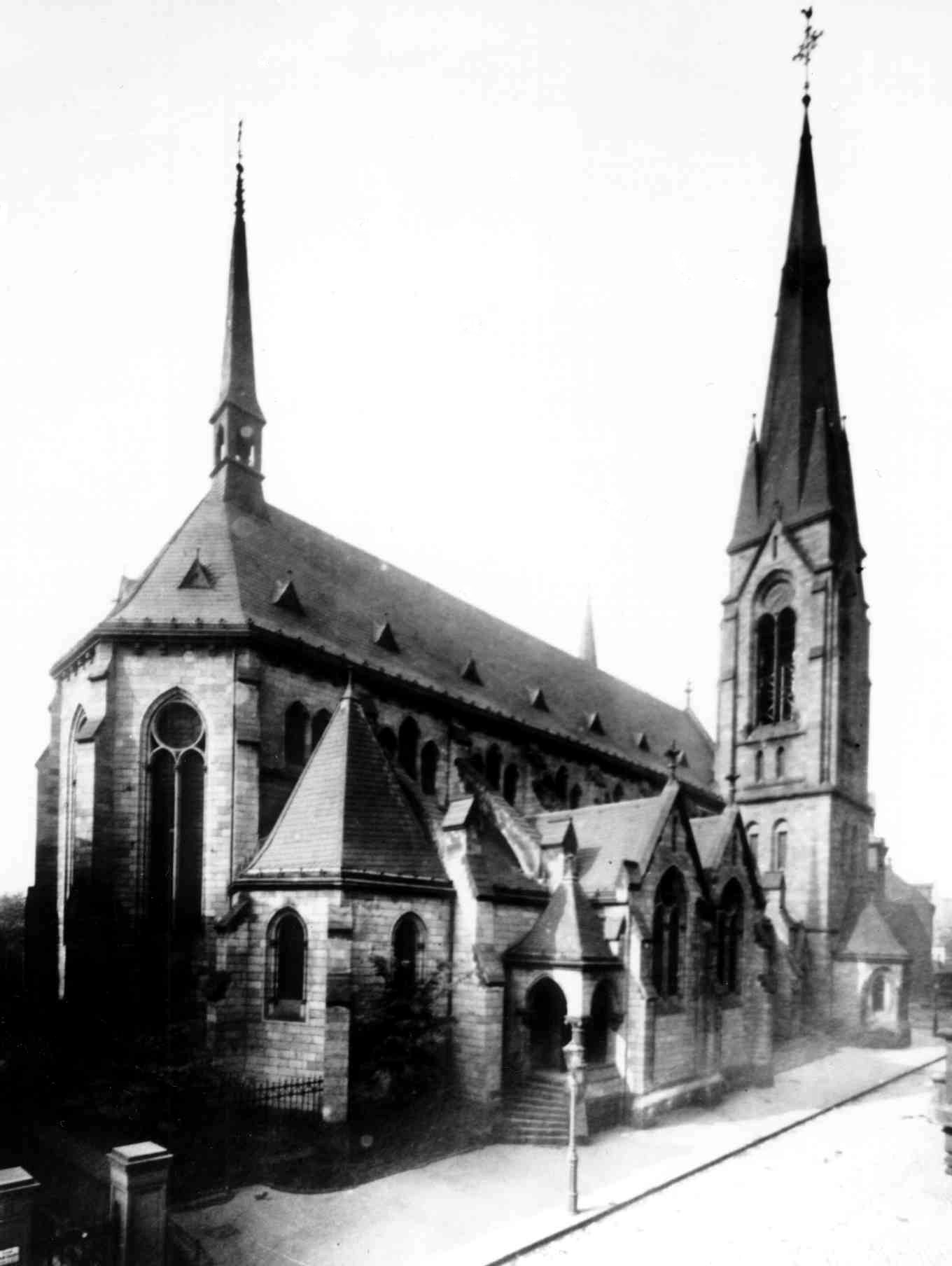
St. Joseph

Die Kirche St. Joseph war zwischen 1896 und 1943 eine katholische Kirche im Westviertel der Stadt Essen.

## Geschichte

### Vorgeschichte
Im Jahr 1870 hatte eine von Jesuiten geleitete Marianische Kongregation in der Frohnhauser Straße im Essener Westen ein umfangreiches Grundstück erworben, worauf sich neben einigen Wohnhäusern eine einstige Kesselschmiede befand. In dieser wurde von den Jesuiten zur neuen Ordensniederlassung eine Kapelle eingerichtet. Sie erhielt den Namen St. Josephskirche. Zwei Jahre später mussten die Jesuiten zum dritten Male, diesmal aufgrund des Kulturkampfes unter Reichskanzler Otto von Bismarck, die Stadt Essen verlassen. Ihre erste Vertreibung geht in den Dreißigjährigen Krieg zurück, die zweite folgte 1773 mit der Aufhebung des Ordens durch den Papst.
Nach der Vertreibung blieb die in der ehemaligen Kesselschmiede eingerichtete St.-Josephskirche für Gottesdienste der römisch-katholischen Kirche erhalten. Die bischöfliche Behörde bestellte dafür einen Rektor und zwei Kapläne. Da man diesen Bau jedoch als Kirche für nicht würdig hielt, bildete sich ein Kirchbauverein, der Kapital für ein neues Kirchengebäude zusammentrug. So konnte 1888 ein passendes Baugrundstück an der heute wie damals so genannten Ecke Ottilienstraße/Jägerstraße im Essener Westen gekauft werden. Der Kirchbauverein verkündete auf seiner Generalversammlung vom 20. März 1894, dass die Kirchbaukasse durch Spenden und Sammlungen ein zinsbar angelegtes Kapital von 22.183,31 Mark aufweist.
Der Seelsorgebezirk in Burgaltendorf erhielt 1896 für seinen Betsaal in der Gaststätte Zu den drei Linden die kleine Stahlglocke und den Hochaltar aus der alten St. Josephskirch in der ehemaligen Kesselschmiede. Als deren Herz-Jesu-Kirche im Jahr 1900, noch ohne Turm, fertiggestellt war, war die Stahlglocke noch bis 1914 an einem Dachreiter der Kirche in Betrieb. 1972 wurde sie schließlich demontiert und in einem Altenheim in Burgaltendorf gelagert. Seit dem 90-jährigen Bestehen der Kolpingfamilie in Burgaltendorf 2010 dient sie Messdienern als Wandlungsglocke.

### Kirchbau

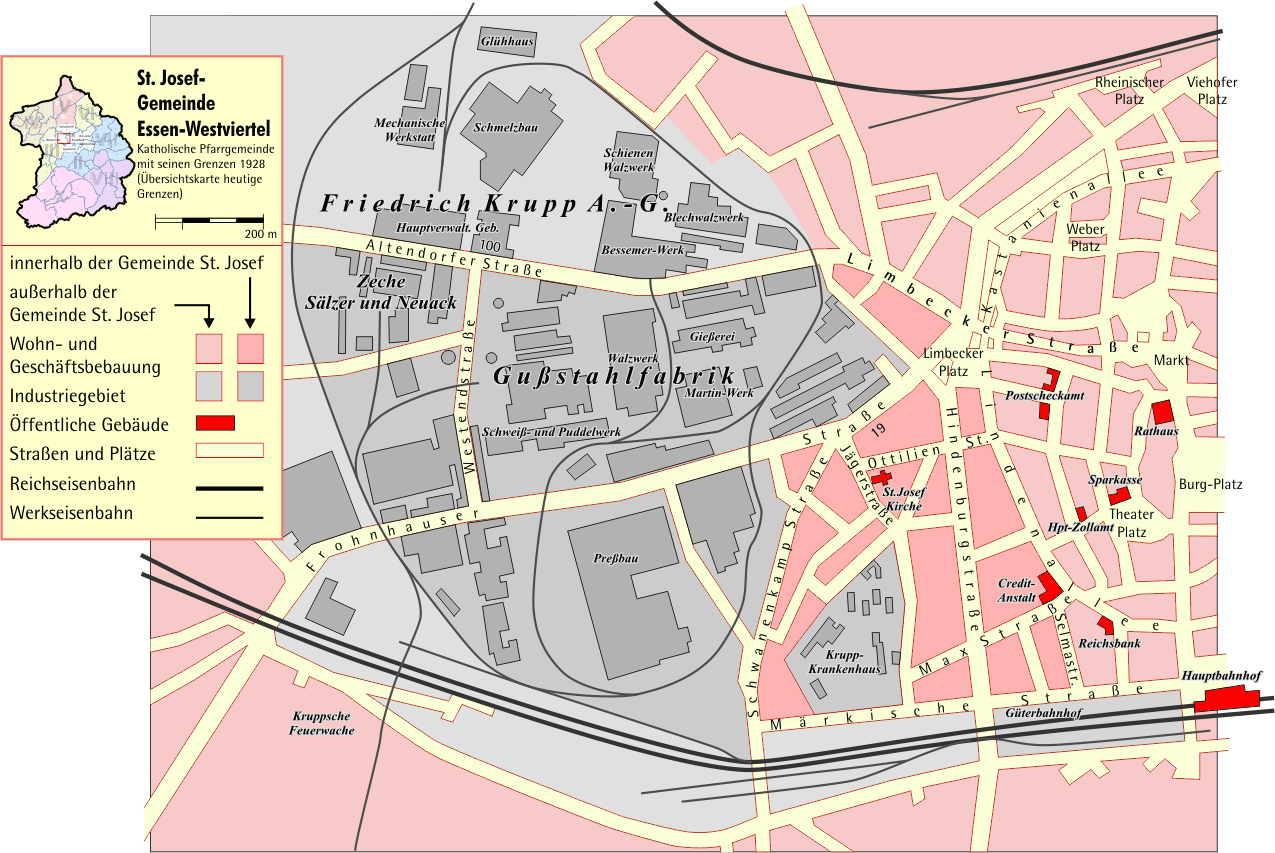
Karte der Gemeinde St. Joseph

Der Bau der St.-Josephskirche aus massivem Werkstein in frühgotischem Stil begann 1894 nach Plänen des Architekten August Menken. Die Grundsteinlegung erfolgte am 8. April 1894 im Beisein von Weihbischof Antonius Fischer. Darauf folgte der Baubeginn mit dem ersten Spatenstich am 6. August 1894. Die Kirche wurde zwei Jahre später vollendet und am Sonntag, den 21. März 1896 bei frühlingshaftem Wetter feierlich eingeweiht.
Das Hauptkirchenschiff von etwa zehn Metern lichter Weite wurde von 14 roten Sandsteinsäulen aus Philippsheim getragen. Einschließlich des Chores hatte es eine Länge von 41,5 Meter. Angrenzend ab es die beiden fünf Meter breiten Seitenschiffe, an die sich je ein niedrig gehaltenes, zweijochiges Querschiff anschloss. Im nach Osten gerichteten Hauptchor der Kirche befand sich der von August Menken im frühgotischen Stil entworfene Ziborienaltar. Ein Ausbau am Turm bildete die Taufkapelle. Das Hauptportal zur Kirche lag an der Jägerstraße. Da die Kirche in einem vom Bergbau beeinflussten Gebiet errichtet wurde, achtete man auf ein festes Fundament, gefertigt aus Portlandzement und Rheinkies mit eingedampfter Eisenkonstruktion, das möglichen Bergschäden vorbeugen sollte. Sein Aufbau nahm acht Monate in Anspruch. Dazu waren auch die Wände durch eine Rundeisenverankerung zusammengefasst und mit einem besonderen Entlastungsbogensystem gesichert. Äußerlich war das Gebäude mit Tuff verblendet. Der Sockel und die Treppen waren aus Basalt, das Dach mit Moselschiefer gedeckt. Der Turm besaß eine Höhe von 68 Metern und war von einem Kreuz gekrönt, auf dem ein Wetterhahn saß. Der Übergang des viereckigen Glockenturms zum achteckigen Dach war mit vier kleinen Türmchen gestaltet.
Im Zweiten Weltkrieg 1943 wurde mit dem gesamten Umfeld auch die St.-Josephskirche durch Luftangriffe der Alliierten bis auf den Turm zerstört, dessen Sprengung im Januar 1957 folgte.

### Gemeindegeschichte
Am 1. Dezember 1900 wurde die Pfarrei St. Joseph durch den Erzbisch von Köln, Hubert Theophil Simar, errichtet und am 25. Mai 1901 staatlich genehmigt. Die Gemeinde zählte zur Zeit ihrer Gründung rund 6000 Mitglieder.

Im westlichen Umfeld der Kirche breitete sich die Krupp-Gussstahlfabrik immer weiter aus, siehe Karte. Grund war zunächst der Erste Weltkrieg, da die Rüstungsindustrie zu deren wichtigster Einnahmequelle wurde. Nach dem Krieg kam die Rüstungsindustrie durch den Vertrag von Versailles zum Erliegen, was eine starke Reduzierung der Arbeitskräfte zur Folge hatte. In der Zeit des Nationalsozialismus stieg die kruppsche Fabrik wieder zur sogenannten Waffenschmiede des Deutschen Reiches auf und expandierte damit stark in der Fläche. Der Anteil der Wohnbevölkerung im Pfarrbezirk sank stetig. Die Essener Volkszeitung schrieb am 2. Dezember 1935: 

„Das Gebiet der Pfarre wurde begrenzt im Norden von der Limbecker Chaussee und Limbecker Straße, im Osten von der Achse Lindenallee, der Maxstraße und der Selmastraße, im Süden von der Bergisch-Märkischen Eisenbahn bis zur Stadtgrenze […] In die Amtstätigkeit von Pfarrer Fink fiel schon ein Schatten, der sich in der Folgezeit immer mehr verdichtete: die Seelenzahl der Pfarre ging zurück. Infolge der Erweiterung der kruppschen Fabrik wurden ganze Straßenzüge niedergelegt. Es verschwanden die Kanonenstraße, Grüner Weg, die halbe Kniestraße, die halbe Westendkolonie, Teile der Frohnhauser Straße und der Schwanenkampstraße, die alle rührige Pfarrkinder von St. Joseph gezählt hatten.“

 1937 schrieb der damalige Pfarrer in einem Bericht, dass die Zahl der Gemeindeglieder auf rund 3500 zurückgegangen sei. Weitere Gründe seien neben der Ausbreitung der Industrie die Umwandlung von Wohnraum in Büro- und Geschäftsräume, Straßenverbreiterungen und -durchbrüche sowie Leerstände bei nicht mehr zeitgemäßen Altbauwohnungen ohne Komfort.
Die St.-Joseph-Gemeinde besaß nach dem Krieg noch 200 Mitglieder und wurde aufgelöst. Heute befindet sich auf dem Grundstück der ehemaligen St.-Josephskirche ein im Jahr 2000 neu errichtetes Altenwohnheim.